# Eliza Taylor
Eliza Jane Taylor-Morley (nascida Taylor-Cotter, Melbourne, 24 de outubro de 1989), é uma atriz australiana. É mais conhecida por interpretar a protagonista Clarke Griffin na série de ficção científica e pós-apocalíptica The 100.

## Biografia
Sua mãe é uma escritora e designer gráfico, o seu pai administra uma cafetaria e seu padrasto é comediante. Ela tem dois irmãos pelo relacionamento de sua mãe com seu padrasto e dois irmãos por parte de pai. Antes de se tornar atriz queria ser uma bióloga marinha.

## Carreira
Eliza começou sua carreira em 2003 aos 14 anos, quando se juntou ao elenco das crianças na série Pirate's Island, onde ela interpretou Sarah Redding. Nesse mesmo ano após terminar sua participação, entrou no elenco de The Sleepover Club, onde desempenhou uma aspirante escritora e jornalista, Rosalinda "Rosie" Cartwright, durante a primeira temporada.
Entre 2004 e 2006, apareceu como convidada nas séries Blue Heelers, interpretando Tatum O'Hara.
Taylor, como muitos atores australianos, teve seu grande avanço na telenovela australiana Neighbours , em 2005. Ela garantiu o papel de Janae Timmins após anteriormente aparecer em um papel de convidada em 2003. Taylor tinha feito o teste para interpretar Lana Crawford , no entanto, a atriz Bridget Neval que conseguiu o papel. Em 2007 Nell Feeney e Sianoa Smit-McPhee , que faziam a mãe de Taylor Janelle Timmins e a irmã Bree Timmins , foram cortadas pelo produtor executivo Ric Pellizzeri, mas foi confirmado que eles queriam Taylor para permanecer na série como Janae. Mais tarde naquele ano, Taylor decidiu sair da série para perseguir outros projetos, tais como mímica e tentar uma carreira nos Estados Unidos. Um dos fatores que contribuíram para que Eliza tomasse essa decisão foi porque a família dela na série tinha sido cortada e os novos membros do elenco deu a série a sensação de um lugar diferente. Ela também acrescentou: "Eu simplesmente não senti que estava na família que eu entrei quando eu comecei há três anos". Taylor foi um dos muitos membros do elenco que deixou o de série, ao mesmo tempo, terminou de filmar suas cenas finais no estúdio em 2007 e seu último episódio foi exibido em 8 de Fevereiro de 2008. Em 2007, Taylor foi nomeada na categoria Melhor performance feminina no Inside Soap Awards.
Taylor viajou para o Reino Unido no final de Novembro de 2007 e em 1 de Dezembro 2007, ela acendeu as luzes de natal em Weymouth. Em 19 de dezembro de Taylor estrelou como Branca de Neve em uma pantomima de Natal , novamente em Weymouth. Em 2009, estava em um episódio de All Saints e filmou um pequeno filme de drama/comédia chamada The Laundromat. Taylor filmou um papel no filme de terror 6plots. Mais tarde, ela filmou um piloto Winners and Losers.

### 2014 - Presente: The 100

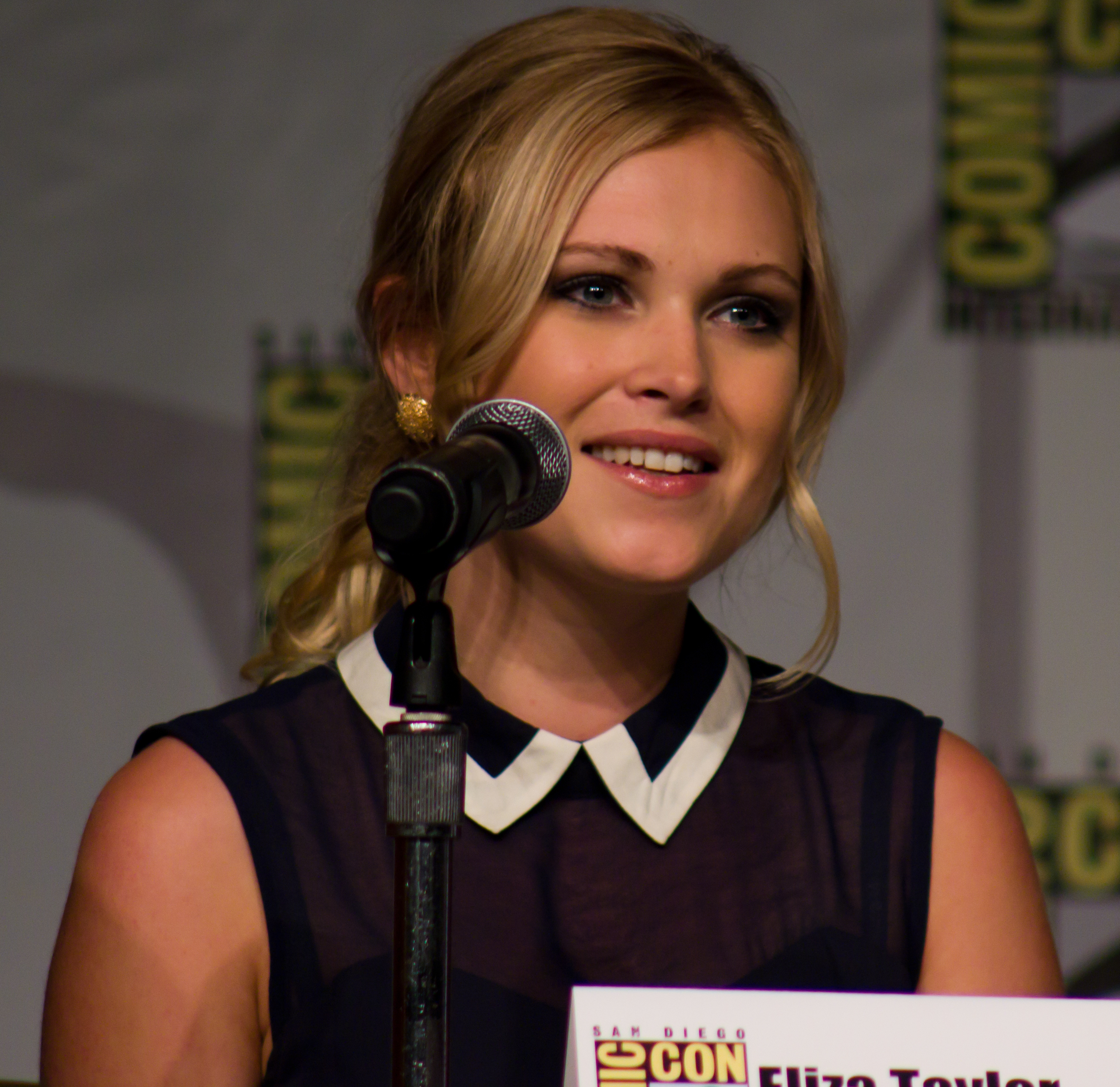
Eliza Taylor durante o painel de The 100 na San Diego Comic-Con em 2013.

Em 1 de Março de 2013, foi anunciado que Taylor foi escalada como a personagem principal, Clarke Griffin, na nova série de drama pós-apocalíptico, The 100, da CW . "Na verdade, eu não fiz um teste. Eu estava morando em LA há cerca de um mês e meu cartão de crédito foi roubado e todo o meu dinheiro foi levado - gasto no Home Depot, que foi grande - e eu estava pronta para arrumar minhas malas e voltar para a Austrália porque eu não sabia como eu faria para sobreviver em LA por mais tempo e então eu recebi um telefonema do meu agente, para dizer que uma audição que eu tinha feito meses antes para um filme tinha sido olhado pelos produtores deste programa de TV chamado The 100 e eles queriam que eu fosse para uma leitura no dia seguinte. Então eu li o roteiro naquela noite e adorei, fui para a reunião no dia seguinte e consegui o papel. Antes eu sabia que eu estava em um avião para Vancouver para filmar um piloto e toda a minha vida mudou . " -. Taylor explicando como conseguiu o papel. A série estreou em 19 de março de 2014. 
Para o papel em The 100 Taylor é nomeada no Choice TV Actress: Sci-Fi / Fantasia no Teen Choice Awards .
Em abril de 2016, foi anunciado que Taylor vai estrelar o drama policial independente "Thumper" ao lado de Daniel Webber , Lena Headey , Jazzy De Lisser , Brett Rice, e Ben Feldman . O personagem de Taylor é descrito como um policial disfarçado para descobrir o tráfico de drogas em uma escola secundária local, fingindo ser uma nova menina resistente. Ela se envolve emocionalmente com os alunos carentes que está investigando.
Na San Diego Comic-Con 2019, Eliza Taylor anunciou que irá fazer sua estreia como diretora na sétima temporada de The 100, que tem previsão de estreia para 2020.

## Vida pessoal
Entre abril e dezembro de 2018, Eliza Taylor namorou o ator William Miller, que interpretou o personagem McCreary na quinta temporada de The 100.
Em 2014, Taylor foi escalada para interpretar Clarke Griffin na série de televisão The 100, onde ela atuaria com o ator Bob Morley. Em 2018, durante o evento Conageddon, Taylor e Morley revelaram que se conheceram no elevador de um evento quando ela tinha 16 anos. Em março de 2019, surgiu rumores de um possível relacionamento entre eles, que foi confirmado em 7 de junho do mesmo ano, após anunciarem através do Twitter que estavam casados. O casamento aconteceu em 5 de maio de 2019, em uma cerimônia íntima no Havaí.
Taylor e Morley foram originalmente definidos para dirigir episódios da sétima e última temporada de The 100. No entanto, durante o evento Unity Days 2020, Taylor revelou que não foi capaz de dirigir seu episódio devido ter sofrido um aborto espontâneo. Eles ainda desejam ser pais.
Em 7 de fevereiro de 2022, o casal anunciou estar esperando o primeiro filho. Em março do mesmo ano, Taylor anunciou o nascimento da criança, um menino, que recebeu o nome Henry.

## Filmografia
| Ano  | Título                      | Papel           | Notas      |
| ---- | --------------------------- | --------------- | ---------- |
| 2009 | The Laundromat              | Amy             | Short Film |
| 2012 | 6 Plots                     | Amy Challis     |            |
| 2013 | Patrick, O Despertar do Mal | Nurse Panicale  |            |
| 2013 | Natural                     | Woman           | Short Film |
| 2013 | Planes                      | Maria           | Short Film |
| 2014 | The November Man            | Sarah           |            |
| 2017 | Thumper                     | Kat Carter      |            |
| 2017 | Christmas Inheritance       | Ellen           |            |
| 2023 | I'll be watching            | Julie Alexander |            |
| 2023 | It Only Takes a Night       | Ruby Allen      |            |

### Televisão
| Ano       | Título                     | Papel            | Notas                            |
| --------- | -------------------------- | ---------------- | -------------------------------- |
| 2003      | Pirate Islands             | Sarah Redding    | Protagonista                     |
| 2003      | Neighbours                 | Jacinta Martin   | 2 episódios                      |
| 2003      | The Sleepover Club         | Rosie Cartwright | Protagonista                     |
| 2004      | Blue Heelers               | Tatum O'Hara     | Episódio: "Cast the First Stone" |
| 2006      | Galera do Surf             | Heidi Lee        | Episódio: "2.9"                  |
| 2005-2008 | Neighbours                 | Janae Timmins    | Protagonista                     |
| 2008      | Rush                       | Madison          | Episódio: "1.8"                  |
| 2009      | Packed to the Rafters      | Kerry            | Episódio: "Losing the Touch"     |
| 2009      | All Saints                 | Carly Spalding   | Episódio: "The Two of Us"        |
| 2010      | City Homicide              | Melissa Standish | Episódio: "Last Seen"            |
| 2010      | Winners & Losers           | Bridget Gross    | Episódio piloto                  |
| 2011      | Bruce                      | Daisy            | Episódio Piloto; Série de Web    |
| 2012      | Howzat! Kerry Packer's War | Rhonda           | TV Mini-Series                   |
| 2013      | Mr & Mrs Murder            | Sarah            | Episódio: "Little Boxes"         |
| 2013      | Nikita                     | Repórter         | Episódio: "Wanted"               |
| 2014-2020 | The 100                    | Clarke Griffin   | Protagonista                     |
| 2023      | Quantum Leap               | Hannah Carson    |                                  |

### Curta-Metragem
| Ano  | Título         | Papel  |
| ---- | -------------- | ------ |
| 2009 | The Laundromat | Amy    |
| 2012 | Planes         | Maria  |
| 2013 | Natural        | Mulher |

### Web
| Ano  | Título                                         | Papel     | Notas                                  |
| ---- | ---------------------------------------------- | --------- | -------------------------------------- |
| 2015 | Adults React                                   | Ela mesma | Episódio: "Adults React To Hoverboard" |
| 2015 | Try to Watch This Without Laughing or Grinning | Ela mesma | Episódio: "10"                         |

## Teatro
| Ano       | Título         | Papel          |
| --------- | -------------- | -------------- |
| 2007–2008 | Branca de Neve | Branca de Neve |

## Prêmios e Nominações
| Ano  | Prêmio                           | Categoria                                      | Trabalho   | Resultado     | Fonte(s) |
| ---- | -------------------------------- | ---------------------------------------------- | ---------- | ------------- | -------- |
| 2007 | Inside Soap Awards               | Melhor atriz                                   | Neighbours | Indicado      | [ 3 ]    |
| 2007 | All About Soap Awards            | Wedding Shock (com Kyal Marsh)                 | Neighbours | Indicado      |          |
| 2008 | Inside Soap Awards               | Atriz Mais Sexy                                | Neighbours | Indicado      | [ 4 ]    |
| 2015 | MTV Fandom Awards                | Ship do ano (com Alycia Debnam-Carey)          | The 100    | Indicado      | [ 5 ]    |
| 2015 | E! Online Best. Ever. TV. Awards | Melhor Beijo (com Alycia Debnam-Carey)         | The 100    | Venceu        | [ 6 ]    |
| 2015 | E! Online Best. Ever. TV. Awards | Melhor Luta (com Dichen Lachman)               | The 100    | Segundo Lugar | [ 6 ]    |
| 2015 | Teen Choice Awards               | Atriz de Televisão: Ficção-Científica/Fantasia | The 100    | Indicado      | [ 7 ]    |
| 2016 | Zimbio TV Couples March Madness  | OTP do ano (com Alycia Debnam Carey)           | The 100    | Venceu        |          |
| 2017 | TV Scoop Awards                  | Momento Mais Sexy (com Bob Morley)             | The 100    | Venceu        |          |
| 2017 | TV Scoop Awards                  | Melhor Atriz de Drama                          | The 100    | Venceu        |          |
| 2018 | TV Scoop Awards                  | Momento Mais Sexy (com Bob Morley)             | The 100    | Venceu        | [ 8 ]    |
| 2019 | TV Scoop Awards                  | Melhor Momento Musical                         | The 100    | Venceu        |          |
| 2019 | TV Scoop Awards                  | Momento Mais Sexy (com Bob Morley)             | The 100    | Venceu        |          |